# 季秋實
季秋實（？—？），號大年，江西建昌府南丰县人。

## 生平
崇祯九年（1636年）丙子科江西乡试举人，崇祯十三年（1640年）庚辰科進士，刑部观政，本年授南直泾县知县。